# باسم بلعة
باسم بلعة (10 يوليو 1981 في بيروت)، هو لاعب كرة سلة لبناني محترف متقاعد، مثّل الفريق الوطني اللبناني لكرة السلة في بطولة كأس العالم لكرة السلة 2002 في إنديانابوليس وبطولة كأس العالم لكرة السلة 2006 في اليابان، ولعب باسم العديد من الأندية داخل لبنان، بما في ذلك نادي الحكمة الرياضي، ونادي الرياضي بيروت.

## روابط خارجية
- باسم بلعة على موقع الاتحاد الدولي لكرة السلة (الإنجليزية)
- باسم بلعة على موقع الاتحاد الدولي لكرة السلة (الإنجليزية)
- باسم بلعة على موقع كرة السلة الأوروبية.كوم (الإنجليزية)
- باسم بلعة على موقع ريلجم (الإنجليزية)
- باسم بلعة على موقع بروبوليرز (الإنجليزية)